# 2014년 이괄라 집단 납치

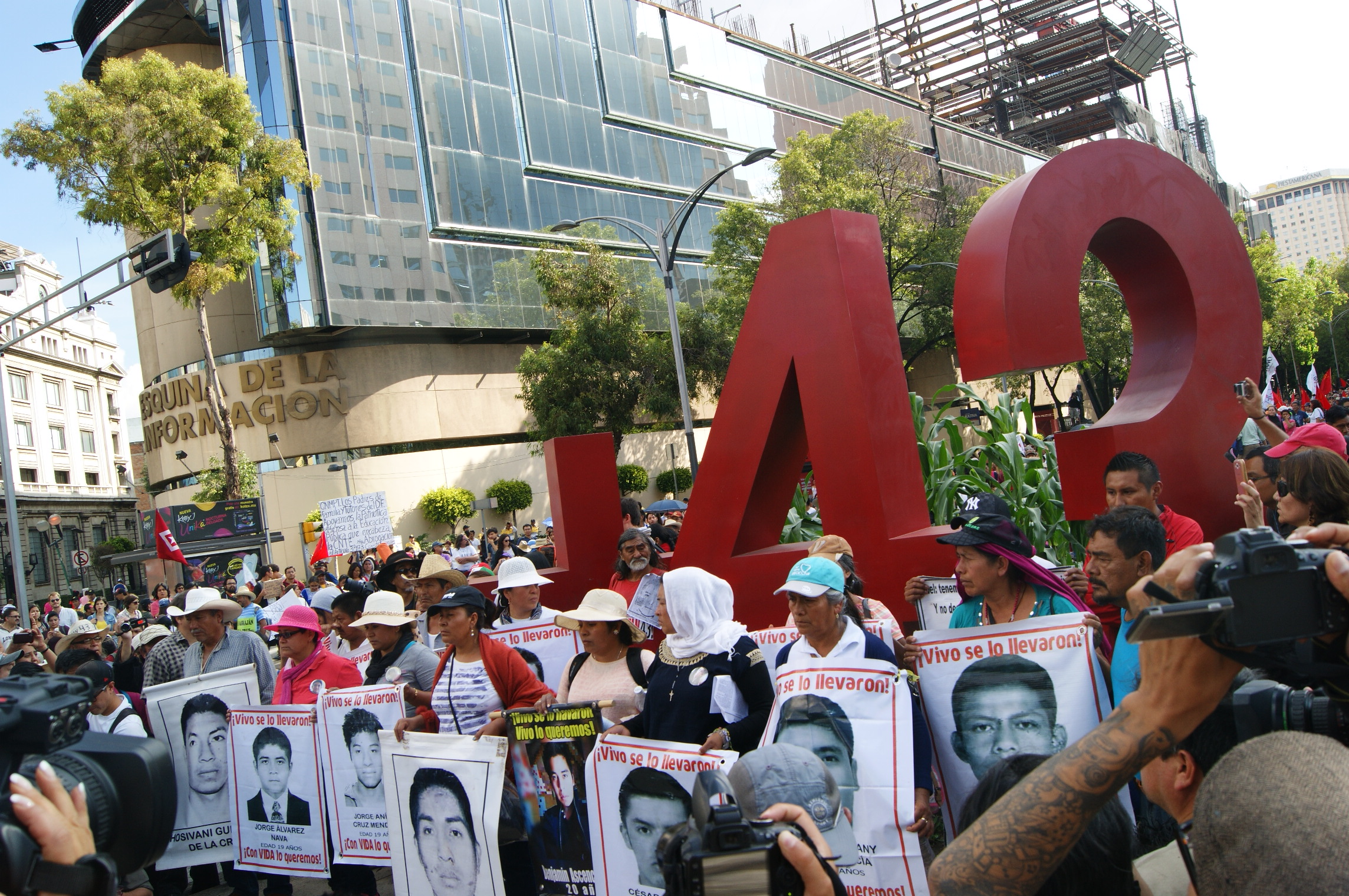

2014년 이괄라 집단 납치는 2014년 9월 26일 멕시코 이괄라에서 발생한 대학생 집단 납치 사건이다.